# ناركوس
ناركوس (بالإسبانية: Narcos) هو مسلسل جريمة أمريكي تم إنتاجه من قبل كريس برانكاتو، كارلو برنار، ودوغ ميرو. الموسم الأول يحتوي على 10 حلقات بثت لأول مرة في 28 أغسطس 2015، حصريا على نتفليكس. أحداث القصة حقيقية وتدور حول قصة تاجر المخدرات المشهور بابلو إسكوبار الذي أصبح ملياردير بسبب إنتاج الكوكايين وتصديرها لخارج كولومبيا، ومحاولة القبض عليه من قبل مكافحة المخدرات الأمريكية، وتقع أحداث القصة في كولومبيا. تم الإعلان عن موسم ثاني للمسلسل في 3 سبتمبر 2015، وبُثَ الموسم الثاني على الهواء في عام 2016، تم تجديد المسلسل بشكل رسمي في 6 سبتمبر 2016 إلى موسم ثالث ورابع.

## الإنتاج
تم الإعلان عن الموسم في أبريل عام 2014، من خلال اتفاق شراكة بين نتفليكس والشبكة الاسبانية تيلموندو. يتم كتابة المسلسل عن طريق كريس برانكاتو وإخراج المخرج البرازيلي خوسيه باديلا. أغنية البداية للمسلسل من تأليف وتلحين المغني البرازيلي وكاتب الأغاني رودريغو أمارانتي.

### معنى الاسم
باللغة الإسبانية، فإن مصطلح ناركوس تعني مهرب مخدرات. وفي الولايات المتحدة مصطلح «نارك» أو «ناركو» تشير إلى الضابط المتخصص في قوة شرطة مكافحة المخدرات، مثل إدارة مكافحة المخدرات.

## روابط خارجية
- ناركوس على موقع IMDb (الإنجليزية)
- ناركوس على موقع ميتاكريتيك (الإنجليزية)
- ناركوس على موقع روتن توميتوز (الإنجليزية)
- ناركوس على موقع نتفليكس (الإنجليزية)
- ناركوس على موقع فيلمافينيتي (الإسبانية)
- ناركوس على موقع كينوبويسك (الروسية)
- ناركوس على موقع ألو سيني (الفرنسية)
- ناركوس على موقع قاعدة بيانات الفيلم (الإنجليزية)